# Szarka Zoltán (játékvezető)
Szarka Zoltán  (Szombathely, 1963. szeptember 13. –) magyar nemzetközi labdarúgó-játékvezető. Polgári foglalkozása menedzser.

## Pályafutása

### Labdarúgóként
Édesapjának, Szarka Zoltánnak köszönhetően beleszületett a labdarúgásba, szinte a pályán nőtt fel. A Haladásban a szokásos lépcsőfokok után 1981-ben, 17 évesen a Palicskó Tibor által irányított felnőtt kerethez került. Öt évig futballozott a Haladásban, majd a Sabariához igazolt. Innét Ajkára került, ahol 1989-ig az Ajkai Bányász és az Ajka Hungalu SE színeiben szerepelt, majd 1989 nyarán az ausztriai Oberwart következett. Négy év után váltott: az Ollesdorfhoz igazolt, ám 1995-ben Achilles-ín sérülés miatt fel kellett hagynia az aktív játékkal.

### Nemzeti játékvezetés
Még a Sabaria SE játékosa volt, amikor 1986-ban a csapatából beszervezett 10-15 főt egy játékvezetői tanfolyamra. Szombathelyen vizsgáztak. Achilles-ín sérülés után visszanyert fizikai állapota lehetővé tette, hogy kipróbálja magát a "másik oldalon" is. 1992-ben jelentkezett Molnár Józsefnél - a megyei Játékvezető Bizottság (JB) elnöke -, hogy szeretné játékvezetőként folytatni sportpályafutását. A Vas megyei Labdarúgó-szövetség (LSZ) által üzemeltetett labdarúgó bajnokságokban gyorsan haladt előre. A megyei JB határozatával NB III-as, egyben az országos utánpótlás keret bíró. Az MLSZ JB minősítésével 1996-tól NB II-es játékvezető. Félév múlva az átszervezések, modernizálások közben NB I/B-s, 1998-tól az NB I-es keret tagja. Az élvonaltól 2006-ban visszavonult. Tervei között szerepelt, hogy Ausztriában az Ober Ligában vezet mérkőzéseket. NB I-es mérkőzéseinek száma: 102.
| Időpont             | Helyszín                       | Mérkőzés típusa          | Mérkőzés                           | Eredmény |
| ------------------- | ------------------------------ | ------------------------ | ---------------------------------- | -------- |
| 1998. március 18.   | Sóstói Stadion, Székesfehérvár | első NB I-es mérkőzése   | Gázszer FC–Tiszakécske FC          | 3 – 1    |
| 2006. szeptember 30 | Rákóczi Stadion, Kaposvár      | utolsó NB I-es mérkőzése | Kaposvári Rákóczi FC–Diósgyőri VTK | 1 – 2    |

#### Nemzeti kupamérkőzések
Vezetett kupadöntők száma: 1.

##### Szabad Föld-kupa
1964 óta a falusi labdarúgók kupadöntőjét, a Szabad Föld-kupa döntőjét rendszeresen a Magyar Népköztársasági Kupa döntő előmérkőzéseként bonyolították le. A döntőben való részvételre az az alsóbb osztályú együttes jogosult, amelyik a legmesszebb jutott a Magyar Népköztársasági Kupában.
| Időpont        | Helyszín             | Mérkőzés típusa | Mérkőzés                      | Partbírók      | Eredmény | Nézők száma |
| -------------- | -------------------- | --------------- | ----------------------------- | -------------- | -------- | ----------- |
| 2000. május 3. | Népstadion, Budapest | döntő           | Bodajk SE–Tápiószentmárton SE | Boda/dr. Szabó | 1 – 1    | 1000        |

#### Nemzetközi játékvezetés
A Magyar Labdarúgó-szövetség JB terjesztette fel nemzetközi játékvezetőnek, a Nemzetközi Labdarúgó-szövetség (FIFA) 2000-től tartotta nyilván bírói keretében. Megyebíró Jánost váltotta a nemzetközi pozícióban. A FIFA JB központi nyelvei közül a németet beszéli. Több nemzetek közötti válogatott és klubmérkőzésen közreműködött, mint 4. játékvezető, illetve korosztályos válogatott, valamint UEFA-kupa klubmérkőzést vezetett. Játékvezetőként, segítőként Portugália, Törökország, Liechtenstein, Olaszország, Azerbajdzsán, Ukrajna, Norvégia és Málta vendégszeretetét élvezhette. Az aktív nemzetközi játékvezetéstől 2001-ben  búcsúzott.

## Sportvezetőként
A Vas megyei Labdarúgó-szövetség (LSZ) JB elnöke, NB II-es ellenőr, mellette a Talent program keretében a dunántúli régió tehetséges bíróinak továbbképzéséért és menedzseléséért felelős.

## Szakmai sikerek
2006 októberében a Vas megyei Közgyűlés és a Vas Megyei Sportigazgatóság által adományozott Vas Megye Sportjáért emlékplakettet, valamint a Vas Megyei Labdarúgó-szövetség emléklapját vehette át.

## Külső hivatkozások
- Szarka Zoltán. vasnepe.hu. (Hozzáférés: 2015. október 14.)
- Szarka Zoltán. szabadfold.hu. [2016. január 13-i dátummal az eredetiből archiválva]. (Hozzáférés: 2015. október 14.)
- Szarka Zoltán. szabadfold.hu. [2014. július 17-i dátummal az eredetiből archiválva]. (Hozzáférés: 2015. október 14.)
- Szarka Zoltán. worldreferee.com. [2016. augusztus 9-i dátummal az eredetiből archiválva]. (Hozzáférés: 2015. október 14.)
- Szarka Zoltán. sportmedia.hu. [2015. december 8-i dátummal az eredetiből archiválva]. (Hozzáférés: 2015. október 14.)
- Szarka Zoltán. nemzetisport.hu. (Hozzáférés: 2015. október 14.)
- Szarka Zoltán. nela.hu. (Hozzáférés: 2015. október 14.)

| Elődje: Szabó Zsolt | Szabad Föld-kupa döntő 1999–2000 | Utódja: Bede Ferenc |